# Championnats du monde de ski nordique 1934
Navigation
1933 1935
L'édition 1934 des championnats du monde de ski nordique s'est déroulée à Solleftea (Suède) du 20 février au 25 février.

## Palmarès

### Ski de fond
| Épreuves                     | Dates           | Or                                                                            | Argent                                                                    | Bronze                                                                             |
| ---------------------------- | --------------- | ----------------------------------------------------------------------------- | ------------------------------------------------------------------------- | ---------------------------------------------------------------------------------- |
| Ski de fond 18 km            | 22 février 1934 | Sulo Nurmela                                                                  | Veli Saarinen                                                             | Martti Lappalainen                                                                 |
| Ski de fond 50 km            | 24 février 1934 | Elis Wiklund                                                                  | Nils-Joel Englund                                                         | Olli Remes                                                                         |
| Ski de fond Relais 4 × 10 km | 25 février 1934 | Finlande- Sulo Nurmela - Klaes Karppinen - Martti Lappalainen - Veli Saarinen | Allemagne- Walter Motz - Josef Schreiner - Willy Bogner - Herbert Leupold | Suède- Allan Karlsson - Lars Theodor Jonsson - Nils-Joel Englund - Arthur Häggblad |

L'Allemagne a remporté dans le relais sa première médaille aux Championnats du monde de ski nordique. Lors du relais, Oddbjørn Hagen était le dernier relayeur norvégien et alors qu'il se battait avec Arthur Häggblad (dernier relayeur suédois) pour la médaille d'argent, les deux athlètes prirent un mauvais chemin. Ils perdirent 10 minutes et le relais allemand leur passa devant et Arthur Häggblad battit Oddbjørn Hagen au sprint pour la médaille de bronze.

### Combiné nordique
| Épreuve                      | Date            | Or             | Argent          | Bronze           |
| ---------------------------- | --------------- | -------------- | --------------- | ---------------- |
| Combiné nordique K90 / 15 km | 20 février 1934 | Oddbjørn Hagen | Sverre Kolterud | Hans Vinjarengen |

### Saut à ski
| Épreuve                   | Date            | Or                 | Argent     | Bronze        |
| ------------------------- | --------------- | ------------------ | ---------- | ------------- |
| Épreuve individuelle K 90 | 20 février 1934 | Kristian Johansson | Arne Hovde | Sven Selånger |

## Tableau des Médailles
| Place | Nation    | Médaille d'or | Médaille d'argent | Médaille de bronze | Total |
| ----- | --------- | ------------- | ----------------- | ------------------ | ----- |
| 1     | Norvège   | 2             | 2                 | 1                  | 5     |
| 2     | Finlande  | 2             | 1                 | 2                  | 5     |
| 3     | Suède     | 1             | 1                 | 2                  | 4     |
| 4     | Allemagne | 0             | 1                 | 0                  | 1     |